# Redemptoristenkerk (Gent)

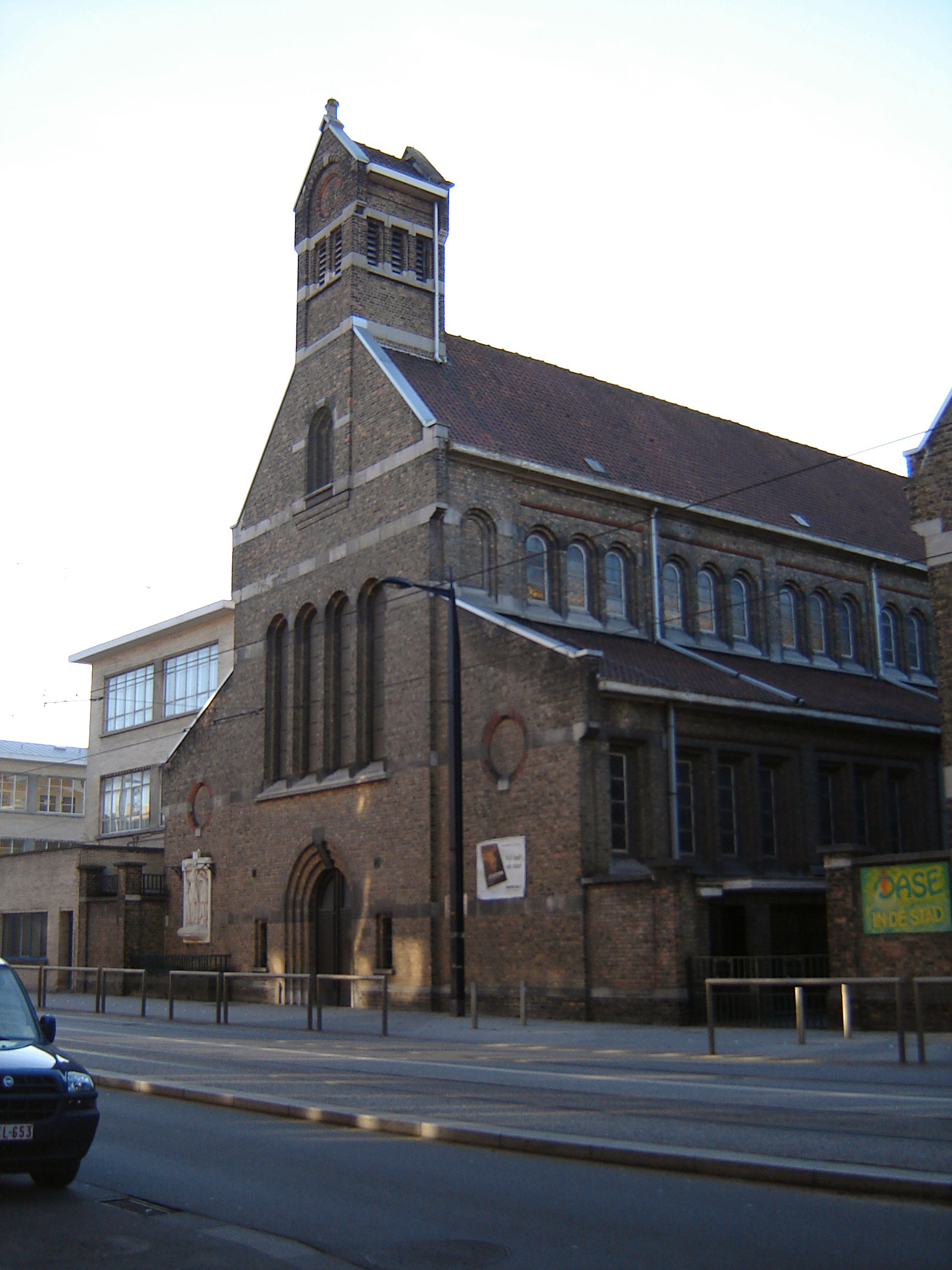
De Redemptoristenkerk

De Redemptoristenkerk is een neoromaans kerkgebouw aan de Voskenslaan van de Belgische stad Gent.

## Historiek
Toen de paters redemptoristen in de 19e eeuw een eigen klooster zochten voor hun predikingen in deze stad, overwoog men eerst naar het leegstaande Sint-Jacobsgodshuis aan het Godshuishammeken te trekken. Deze keuze bleek financieel niet haalbaar. In 1861 kwam er een voorstel om een klooster op te richten in de dichtbevolkte Sint-Annaparochie maar dit ging om dezelfde reden niet door. In 1920 richtten de redemptoristen hun aandacht op de Sint-Pieterswijk. Het Sint-Pietersstation en de aangroei van de zuidelijke stadsrand maakten deze plek een ideale locatie. De nieuwe stichting mocht van de Gentse bisschop Emiel Jan Seghers de pas opgerichte Sint-Paulusparochie niet hinderen in haar werking. Daarom werd de parochie Sint-Pieters-Buiten als locatie gekozen, ten zuiden van de spoorweg.
Door de moeilijke onderhandelingen keek men uit naar een alternatief in Mariakerke, Melle en Zwijnaarde. In 1925 kon men toch de terreinen aan de Voskenslaan aanschaffen.
In maart 1926 kondigde overste Van de Steene de officiële stichting aan. Het nieuwe klooster en de kerk kregen Onze-Lieve-Vrouw van Zeven Weeën als patroonheilige. Architect Carlos Malfait uit Dendermonde werd aangetrokken als architect en de bouw werd toevertrouwd aan de Gentse ondernemer Gildemijn. Op 27 april 1927 legde men de eerste steen. Eerst verrezen een kloostervleugel en de sacristie van de kloosterkerk, waarin vanaf maart 1928 de misvieringen doorgingen. De bouw van de kerk volgde na Pasen 1928. Ze werd ingewijd op 30 april 1930.

## Architectuur
De kloosterkerk ligt langs de langgerekte kloostervleugel, met haaks erop, achter de kerk, een pandhof omgeven door een kloostergang. De kerk heeft een rechthoekig grondplan met twee ondiepe zijkapellen die een dwarsbeuk vervangen. Het gaat om een driebeukig, basilicaal gebouw, waarvan het middenschip dubbel zo hoog en dubbel zo breed is als de zijbeuken. Een doopkapel is niet aanwezig gezien het hier om een kloosterkerk gaat. De biechtstoelen zijn ingewerkt in de buitenmuur.
Het kerkgebouw is opgetrokken met afwisselend geelbruine baksteen en witte natuursteen. Een kleine klokkentoren staat centraal op de gevel.